# Pristocnemis pustulatus
Pristocnemis pustulatus is een hooiwagen uit de familie Gonyleptidae.